# Synkretismus

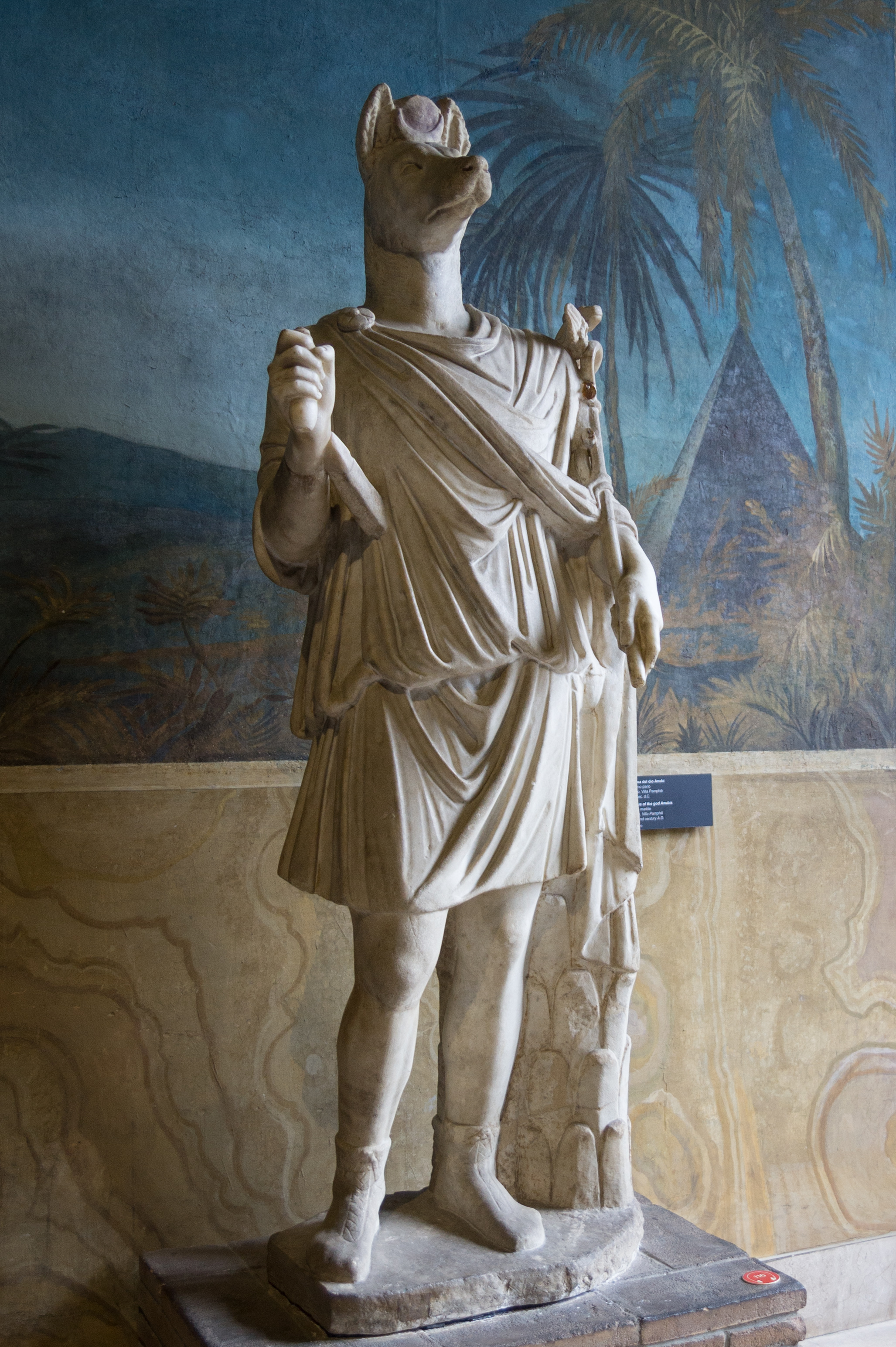
Řecko-egyptské božstvo Hermanúbis (Hermés + Anúbis) je typickým příkladem synkretismu v antickém starověku

Synkretismus (původní význam: jednat jako Kréťan) je filozofický pojem označující splývání či skládání náboženských a kulturních prvků různých národních či náboženských tradic v jeden celek. Někdy přitom jsou vytvářena božstva nová.
Poprvé je synkretismus zmiňován v souvislosti s obdobím helénismu, kdy se promíchaly antické a orientální náboženství a kultura (viz např. Serapis). Přitom byla orientální (egyptská) božstva přiřazována k tradičním antickým (řeckým) bohům. Etruskové a Římané takto přijali řecké bohy a později i bohy dobytých zemí jak orientálních, tak i západních – keltské a germánské. Za Kaliguly postavili chrám bohyně Isis na Martově poli v Římě. Rozvíjel se kult Velké Matky Kybelé a íránského Mithry, boha slunce. Do panteonu se přidal i sluneční bůh Élá-gabálus díky císaři Heliogabalovi (218–222 n. l.), který byl v mládí jeho knězem. Byla to součást romanizace dobytých národů.
Synkretismus byl příznačný i pro Čínu, která spíše zdůrazňovala blízkost vyznání národů. Také v současnosti se vyskytuje, např. v mladém náboženství kaodaismus nebo santería, obeah nebo vúdú, kde se pojí křesťanské (obvykle katolické) obřady s tradičními kulty afrických kmenů a postava Marie je ztotožňována s božstvy těchto kultů.
V současné Africe je možné sledovat množství vitálních synkretických náboženství. Jde například o synkretismus vodunu a katolického křesťanství v Beninu, synkretismus bori a islámu v Nigeru, synkretismus vodunu a islámu v Mali nebo synkretismus křesťanství a islámu známý jako chrislam v Nigérii a mnoho dalších. Vzhledem ke skutečnosti, že tradiční africká náboženství nenahraditelným způsobem formují identitu Afričanů, přijetím křesťanství nebo islámu se Afričané velmi často nevzdávají náboženství svých předků a praktikují je současně (vícečetná náboženská identita) nebo dohromady v synkretismu či eklekticismu.

## Novoplatonismus a Aristotelés
V pozdní antice (ve 3. století) vzniká spis Isagoge. Spis byl poněkud ukvapeně zařazen do Organonu, protože se autor soustřeďuje pouze na jednoduché zacházení s pěti koncepty, které byly užívány Aristotelem. Jsou to: rod, druh, druhový rozdíl, zvláštní vlastnost (Sókrates je schopen se smát) a nahodilá vlastnost (Sókrates je bledý). Tak tento spis získal nezaslouženou prestiž ve všech školách na více, než 1500 let. Od těchto dob byl aristotelianismus nerozlučně provázán s novoplatonismem.